# Federico Ulayar
Federico Ulayar (Avellaneda, Buenos Aires, 20 de julio de 2001) es un futbolista argentino que se desempeña como defensor. Su actual club es Talleres (RdE) de la Primera Nacional de la Argentina.

## Clubes
| Club              | País      | Año           |
| ----------------- | --------- | ------------- |
| Sportivo Dock Sud | Argentina | 2021-2023     |
| Talleres (RdE)    | Argentina | 2023-presente |